# Флавий Фурсидий Аристид
Флавий Фурсидий Аристид (лат. Flavius Fursidius Aristides) — римский политический деятель второй половины IV века.
О биографии Флавия Фурсидия Аристида сохранилось немного сведений. Между 372 и 376 годом он занимал должность консуляра Крита. Об этом известно из одной критской надписи, посвященной бывшему консулу Сексту Клавдию Петронию Пробу. Его родственником, по всей видимости, был уроженец Гортины Ульпий Фурсидий Панэллений.